# 金西厓
金西厓（1890年—1979年），名绍坊，字季言，号西厓（亦作西崖），浙江湖州南浔人，是二十世纪杰出的竹刻艺术家和重要的竹刻艺术理论家。